# 유민 (노왕)
노왕 유민(魯王 劉閔, ? ~ ?)은 중국 전한의 황족·제후왕으로, 마지막 노왕이다. 노경왕의 아들이며 노문왕의 아우다. 신나라 황제 왕망에게 왕씨를 받았다.

## 행적
양삭 4년(기원전 21년) 4월 갑인일에 아우 유강과 함께 열후에 봉해져 오향후(郚鄕侯)가 됐다. 형이 노문왕 18년(기원전 6년) 혹은 19년(기원전 5년)에 아들 없이 죽자 노나라가 폐지됐는데, 애제에게서 건평 3년(기원전 4년)에 노왕으로 책봉돼 형의 뒤를 이었다.
노왕 민 13년(9년), 왕망이 전한을 멸하고 신나라를 세우면서 공작으로 작위가 깎였는데, 이듬해에 다른 제후왕들이 모두 작위를 잃는 와중에 왕망의 덕을 칭송하는 글을 올려 열후에 책봉되고 왕씨 사성을 받았다.

## 출전
- 반고, 《한서》 권14 제후왕표·권15하 왕자후표 下·권53 경십삼왕전

## 가계
- 노경왕 유봉
  - 노문왕 유준
  - 노왕 유민
    - 재향후 유연

| 선대 (첫 봉건) | 전한의 오향후 기원전 21년 4월 갑인일 ~ 기원전 5년? 4년? | 후대 유광 |

| 선대 (1년 혹 2년 전) 형 노문왕 유준 | 제7대 전한의 노왕 기원전 5년? 4년? ~ 기원후 9년 | 후대 (전한 멸망, 봉국 폐지) |